# ジョハル・ドゥダエフ
ジョハル・ドゥダエフ(Dzhokhar Musayevich Dudaev、ロシア語: Джохар Мусаевич Дудаев、チェチェン語: ДудагӀеран Мусан ЖовхӀар、1944年2月15日 - 1996年4月21日)は、チェチェン共和国ならびに国際的に未承認の独立派のチェチェン・イチケリア共和国双方の初代大統領。チェチェン独立派の最高指導者のひとり。

## 経歴

### ソ連時代

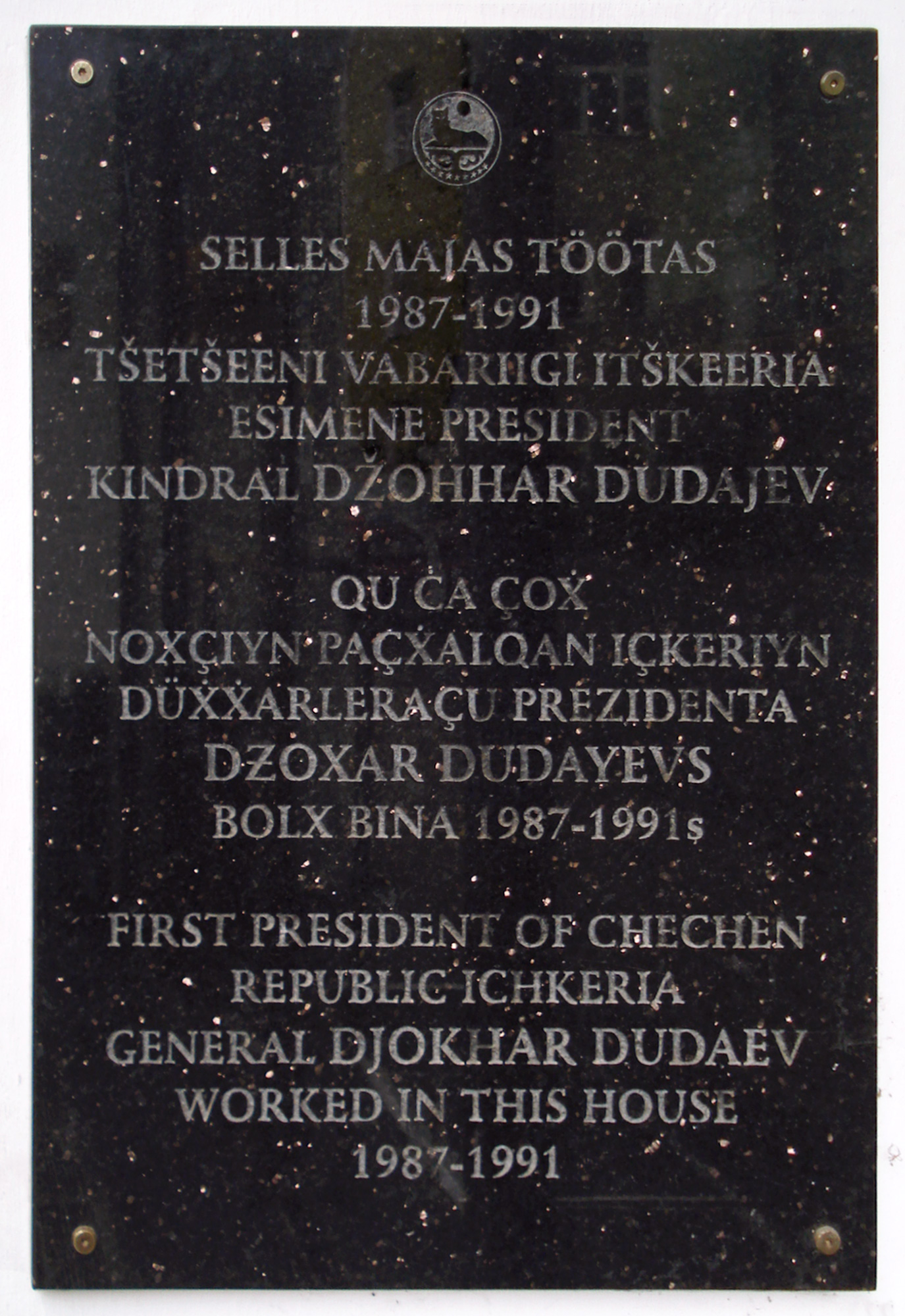
記念碑、タルトゥ

ドゥダエフは、1944年、チェチェン・イングーシ自治共和国のペルヴォマイスコエ村で生まれた。一家は第二次大戦中の強制移住でカザフスタンに追放される（1957年に故郷に帰還）。
彼は、M.ラスコヴァヤ名称タンボフ高等軍事航空学校を卒業し、ソ連空軍に勤務する。1968年、ソ連共産党に入党（公式には脱党していない）。1977年、ガガーリン名称空軍アカデミーを卒業し、チェチェン人としては初の師団長、空軍少将まで昇進した。最後の任地は、エストニアのタルトゥであった。エストニア語を学び、エストニア人のナショナリズムに寛大で、エストニアのテレビ局と議会の封鎖命令を拒否したことから、エストニア人からは「反乱将軍」と評された。
1990年5月、タルトゥに来たチェチェン人の要請を受けて退役し、野党チェチェン人民全民族会議執行委員会を率いた。ソ連8月クーデター時、いち早くボリス・エリツィンを支持し、自由広場は彼の支持者で満たされ、「国家親衛隊」が組織された。その後、共和国最高会議は解散され、ドゥダエフが権力を掌握した。

### チェチェン大統領
1990年11月にチェチェン・イングーシ自治共和国がソ連邦からの独立を宣言し、1991年5月にチェチェン・イングーシ共和国に改名し、10月に共和国と連邦政府との間で共和国がチェチェン共和国とイングーシ共和国とに分立することに同意すると、同月30日に得票率85%でチェチェン共和国初代大統領に当選したばかりのジョハル・ドゥダエフが、翌11月に一方的にソ連からの独立とチェチェン・イチケリア共和国の建国を宣言した。ドゥダエフはグルジアとアルメニアの地震はロシアによる人工地震による攻撃であると主張している。
1994年12月にロシア大統領ボリス・エリツィンはチェチェンの独立を防ぐために連邦軍をチェチェン共和国に投入、第一次チェチェン紛争が勃発した。ドゥダエフは紛争中の1996年4月にロシア軍のロケット弾攻撃で死亡した。

## 家族
妻は芸術家で、2男1女を有した。